# Franz Loskarn
Franz Loskarn (* 3. Mai 1890 in München; † 23. April 1978 ebenda) war ein deutscher Schauspieler und bayerischer Volksschauspieler.

## Leben
Der ausgebildete Goldschmied nahm Gesangs- und Schauspielunterricht bei Viktor Schwanneke. Von 1914 bis 1918 war er Kriegsteilnehmer. Im Herbst 1918 gab er sein Bühnendebüt in Ingolstadt.
Loskarn entwickelte sich zu einem typischen Volksschauspieler, der an verschiedenen bayerischen Bühnen auftrat. In München wirkte er unter anderem am Volkstheater und bei den Münchner Kammerspielen. An der Konrad-Dreher-Bühne war er vorübergehend als Oberspielleiter tätig.
Ab 1927 war er auch in Filmen zu sehen. Als Nebendarsteller wirkte er in zahlreichen Produktionen mit derb-romantischen, alpenländischem Hintergrund mit; seine Rolle als Kommunistenführer in dem Propagandafilm Blutsbrüderschaft gehörte zu den Ausnahmen. Loskarn, der auch häufig beim Rundfunk tätig war, erlangte zuletzt größere Bekanntheit als Gerichtsschreiber Haberkorn in der populären Fernsehserie Königlich Bayerisches Amtsgericht. Loskarn stand 1944 in der Gottbegnadeten-Liste des Reichsministeriums für Volksaufklärung und Propaganda.
In seinen letzten Jahren war er zudem häufiger Sprecher von Nebenrollen bei Meister Eder und sein Pumuckl in den Radiohörspielen. Dort sprach er u. a. ältere Kunden, Eders Stammtischfreund Schorsch und einen Tierwärter.

## Filmografie
| - 1927: Almenrausch und Edelweiß - 1928: Amor auf Ski - 1928: Hinter Klostermauern - 1928: Corazones sin rumbo - 1929: Spuren im Schnee - 1929: Wildschütz Jennerwein - 1930: Glühende Berge – Flammendes Herz - 1930: Das heilige Schweigen - 1930: Wenn die Abendglocken läuten - 1934: Um das Menschenrecht - 1935: Der Kampf mit dem Drachen - 1935: Ehestreik - 1935: Weiberregiment - 1936: Der Jäger von Fall - 1939: Gold in New Frisco - 1940: Das sündige Dorf - 1941: Blutsbrüderschaft - 1942: Der verkaufte Großvater - 1943: Die unheimliche Wandlung des Axel Roscher - 1943: Peterle - 1943: Johann - 1944/49: Ein Herz schlägt für Dich - 1944/50: Schuß um Mitternacht - 1949: Die seltsame Geschichte des Brandner Kaspar - 1949: Königskinder - 1949: Schicksal am Berg - 1950: Zwei in einem Anzug - 1950: So sind die Frauen - 1950: Die fidele Tankstelle | - 1950: Küssen ist keine Sünd - 1950: Aufruhr im Paradies - 1951: In München steht ein Hofbräuhaus - 1952: Heimatglocken - 1952: Mönche, Mädchen und Panduren - 1953: Die Nacht ohne Moral - 1953: Der Klosterjäger - 1953: Ehestreik - 1953: Straßenserenade - 1954: Schloß Hubertus - 1954: Gefangene der Liebe - 1955: Der Ochse von Kulm - 1955: Ich weiß, wofür ich lebe - 1955: Der Schmied von St. Bartholomä - 1955: Das Schweigen im Walde - 1956: Die Geierwally - 1956: Thomas Müntzer – Ein Film deutscher Geschichte - 1956: Zwei Bayern in St. Pauli - 1957: Die Zwillinge vom Zillertal - 1957: Der Bauerndoktor von Bayrischzell - 1958: … und nichts als die Wahrheit - 1959: Heiße Ware - 1959: Jacqueline - 1959: Laß mich am Sonntag nicht allein - 1959: Bei der blonden Kathrein - 1967: Das Kriminalmuseum (Fernsehserie) – Kaliber 9 - 1969: Der Attentäter - 1969–72: Königlich Bayerisches Amtsgericht |